# Prêmio Angelo Agostini de melhor lançamento independente
Lançamento independente é uma das categorias do Prêmio Angelo Agostini, premiação brasileira dedicada aos quadrinhos que é realizada pela Associação dos Quadrinhistas e Caricaturistas do Estado de São Paulo (AQC-ESP) desde 1985.

## História
A categoria de melhor lançamento independente faz parte do Prêmio Angelo Agostini desde sua 27ª edição, em 2011. Esta categoria tem o mesmo critério de eligibilidade da de melhor lançamento (publicações de artistas brasileiros cuja primeira edição, número especial ou exemplar único tenha sido lançado no ano anterior ao da cerimônia de premiação), mas sendo voltada exclusivamente para quadrinhos editados pelo próprio autor ou por pequenas editoras com baixa tiragem. Os vencedores são escolhidos por voto aberto para todos interessados, sejam profissionais ou leitores.
A partir da edição de 2013, os votos, que até então eram enviados pelo correio ou por e-mail, passaram a ser feitos diretamente no blog oficial da AQC-ESP, o que resultou em um grande aumento no número de votos (14.937 nesta edição contra um total que dificilmente passava de 500 nas anteriores).
Na edição de 2019, o prêmio teve pela primeira vez uma relação de indicados em cada categoria (até o ano anterior, a cédula de votação não trazia indicação de nomes, cabendo a cada votante escrever seu escolhido). A comissão organizadora do prêmio convidou diversos profissionais da área para a seleção dos indicados.
Devido à pandemia de COVID-19, o 36.º Prêmio Angelo Agostini, que deveria ter ocorrido em 2020, foi realizado em janeiro de 2021. Esse problema se manteve na edição seguinte, focada na produção de quadrinhos de 2020, mas que teve sua votação, em caráter de emergência, realizada no início de 2022. O cronograma foi regularizado ainda em 2022 com a realização da 38.ª edição do prêmio no segundo semestre.

## Vencedores
| Ano  | Vencedores | Outros indicados | Notas                    |
| ---- | --- | --- | ------------------------ |
| 2011 | Lucas da Vila de Sant'anna da Feira Marcos Franco, Marcelo Lima e Hélcio Rogério | Votação aberta, sem lista de indicados | [ 9 ]                    |
| 2012 | Love Hurts Murilo Martins | Votação aberta, sem lista de indicados | [ 10 ]                   |
| 2013 | Last RPG Fantasy Yoshi Itice, Marcel Keiiche e Kendy Saito | Votação aberta, sem lista de indicados | [ 5 ]                    |
| 2014 | Plataforma HQ vários autores | Votação aberta, sem lista de indicados | [ 11 ]                   |
| 2015 | Nenhum Dia sem um Traço Ernani Cousandier | Votação aberta, sem lista de indicados | [ 12 ]                   |
| 2016 | Nos Bastidores da Bíblia: Êxodo Carlos Ruas e Leonardo Maciel | Votação aberta, sem lista de indicados | [ 13 ]                   |
| 2017 | Protocolo: A Ordem vários autores | Votação aberta, sem lista de indicados | [ 14 ]                   |
| 2018 | Bilhetes Paulo Borges | Votação aberta, sem lista de indicados | [ 15 ]                   |
| 2019 | Saudade Melissa Garabeli e Phellip Willian | - Agente Sommos (Flávio Luiz Nogueira) - Artemisia 1 - O Muiraquitã Original (Ton Lima, Francélia Pereira e Wesllei Manoel) - Maré Alta (Flávia Borges) - Martírio de Joana Dark Side (Wagner Willian) - O Bar do Pântano (e Outras Desgraças) (Felipe Tazzo e Daniel Sousa) - QuackRanger (Alexandre Dal Gallo) - Quadrinhos Fantásticos de Silvio Ribeiro (Silvio Ribeiro) - Sinistra #1 (coletivo organizado por Hector Lima) - Tinta Fresca (Digo Freitas e Vinicius Gressana)                                                                                                 | [ 16 ] [ 17 ]            |
| 2020 | Orixás: Ikú Alex Mir | - A Cabana (Carol Favret , Caru Moutsopoulos e Gustavo Novaes) - Histórias Passageiras (Edu Dieb e outros artistas) - Hologramas (Eliane Bonadio e Gio Guimarães) - O Cramulhão e o Desencarnado (Gilmar Machado e Lillo Parra) - O Incrível Ataque das Terríveis Abobrinhas Mutantes Zumbis Comedoras de Cérebros (Tiago Holsi) - Rancho do Corvo Dourado (Cris Camargo) - Redenção (Carlos Estefan e Pedro Mauro) - Último Assalto (Daniel Esteves e Alex Rodrigues) - São Francisco (Gabriela Güllich e João Velozo) - VHS: Video Horror Show (Fernando Barone e Rodrigo Ramos) | [ 18 ] [ 19 ] [ nota 1 ] |
| 2021 | Quarentena em Quadrinhos Rose Araújo | - Ajuricaba (Ademar Vieira e Jucylande Júnior) - Bittersweet (Mary Cagnin) - CWB (José Aguiar) - Deimos e Phobos (Talessa K) - Diário da Maromba (Caio Oliveira) - D.I.V.A.S. Brasileiras (Guilherme Smee e Eduardo Ribas) - Gibi de Menininha Apresenta: Patrícia (Germana Viana) - Menina Infinito: Depois de Horas (Fábio Lyra) - Vó (Jean Galvão) | [ 20 ] [ 21 ] [ nota 1 ] |
| 2022 | Não Ligue, Isso É Coisa de Mulher! Bianca Mól, Eliane Bonadio, Fabiana Signorini, Flávia Gasi, Ligia Zanella, Luiza Lemos, Mari Santtos, Nanda Alves, Renata C B Lzz e Roberta Cirne | - Alice Através do Muro (Eric Peleias, Luke Ross e Marco Lesko) - Anésia & Dolores (Will Leite) - Aymará (Rita Foelker e Laudo Ferreira) - Gibi de Menininha Apresenta: Carla (Clarice França e Kátia Schittine) - Marielle Franco: Raízes (Instituto Marielle Franco) - O Mundo de Yang: dois cortes (Orlandeli) - Pieces: parte de mim (Mario Cau) - Tripas do Fráuzio (Marcatti) - Você Não Me Conhece (Guilherme de Sousa) | [ 8 ]                    |
| 2023 | Amarras Cecilia Marins, Barbara Teisseire e Giulia Tartarotti | - Depois Que Eu Matei o Libório (Orlandeli) - Harvi: Histórias Pessoais em Quadrinhos (Marcos KZ e Aline Zouvi, editores) - Mizuras (Coletivo Iukytáias) - Normal (Helena Cunha) - Obrigada, Foi um Transtorno (Cecília Ramos) - Princesa de Areia (Verônica Berta) - Q.U.E.E.R (Mia GB) - Roses n’Guns (Gabriel Arrais) - Terra Roxa (Kiko Garcia) | [ 22 ]                   |